# Petr Vakoč
Petr Vakoč (Praga, 11 de juliol de 1992) fou un ciclista txec, professional des del 2011 fins al 2021.
En el seu palmarès destaca la general de la Volta a Eslovàquia i la Volta a la Comunitat de Madrid sub-23, així com una etapa a la Volta a Polònia de 2014.
El 2015 va guanyar la medalla de bronze en ruta a la primera edició del Jocs Europeus.

## Palmarès
- 2010
  - Vencedor d'una etapa al Tour del País de Vaud
- 2011
  -  Campió de Txèquia de contrarellotge sub-23
- 2013
  - 1r a la Volta a Eslovàquia
  - 1r a la Volta a la Comunitat de Madrid sub-23 i vencedor d'una etapa
  - Vencedor d'una etapa de la Czech Cycling Tour
  - 1r al Gran Premi Kralovehradeckeho kraje
  -  Medalla de plata als Campionats d'Europa en ruta sub-23
- 2014
  -  Medalla d'or a la Copa del món en ruta universitària
  -  Medalla d'or a la Copa del món en contrarellotge universitària
  - Vencedor d'una etapa a la Volta a Polònia
- 2015
  -  Campió de Txèquia en ruta
  - 1r al Czech Cycling Tour
  - Vencedor d'una etapa a la Volta a la Gran Bretanya
- 2016
  - 1r a la Classic Sud Ardèche
  - 1r a La Drôme Classic
  - 1r a la Fletxa Brabançona

### Resultats al Giro d'Itàlia
- 2015. 116è de la classificació general

### Resultats al Tour de França
- 2016. 188è de la classificació general
- 2021. 118è de la classificació general